# ETB 1
ETB 1 é o primeiro canal da Euskal Telebista (ETB), a televisão pública do País Basco. O canal tinha transmissão mista nos idiomas euskera e castelhano em seus primeiros anos, atualmente é emitido integralmente em euskera desde 1986 e sua programação é de carácter generalista.

## História
A emissora foi fundada na véspera de ano novo de 1983 (31 de dezembro de 1982) em modo experimental de testes e as transmissões se normalizaram em 16 de fevereiro de 1983. Foi o primeiro canal da rede ETB criado e regulado pelo Estatuto de Autonomia conhecido como Estatuto de Gernika, ganhando o apelido de canal um para se diferenciar dos outros três canais (ETB 2, ETB 3 e ETB4 que posteriormente foram criados para a região autônoma.
A área de recepção é toda a comunidade autónoma do País Basco, mas também pode ser assistida em toda Navarra, País Basco francês e províncias que fazem divisa na Espanha.
A oferta televisiva da emissora conta com programas, magazines (revista eletrônica), entrevistas, séries, filmes em língua basca, documentários, retransmissões esportivas, programas infantis e juvenis, etc.